# 驻马哨站
驻马哨站是位于云南省开远市羊街乡的一个铁路车站，邮政编码661002。车站建于1909年，有昆河铁路经过该站，现不办理正式客运，办理货运业务，车站及其上下行区间均未电气化。车站距离昆明北站268公里，隶属昆明铁路局，是四等站。